# Якобсталь, Эрнст Эрих
Эрнст Эрих Якобсталь (нем. Ernst Erich Jacobsthal;  16 октября 1882, Берлин — 6 февраля 1965, Иберлинген) — немецкий математик.

## Биография
Эрнст Эрих Якобсталь родился в семье врача, и был братом археолога Пауля Якобсталя. Он учился в берлинском университете имени Гумбольдта у Георга Фробениуса, Германа Шварца и Исайи Шура. Его диссертация, защищённая в университете Берлина  в 1906 под руководством Фробениуса и Шура, носила название Применение одной формулы для теории квадратичных вычетов и давала доказательство того, что простые числа вида 4n + 1 можно представить в виде суммы двух квадратов. С 1909 он работал учителем в берлинской реальной гимназии имени кайзера Вильгельма, но одновременно был ассистентом Эмиля Лампе в Берлинском техническом университете, где он в 1913 защитил докторскую диссертацию и получил звание приват-доцента, а в 1922 стал профессором. В 1934 он был вынужден, как еврей, покинуть пост профессора. Вскоре он оставил работу учителя гимназии и эмигрировал в Тронхейм в Норвегии, где в то время жил невдалеке от норвежского математика Вигго Бруна Макс Ден, эмигрировавший из Германии в 1935. После оккупации Германией Норвегии в 1940 он ещё проживал здесь вплоть до 1943, но затем покинул Норвегию и перебрался в Швецию. После войны Якобсталь вернулся в Норвегию, стал профессором 
Норвежского технологического института и норвежским гражданином. Кроме того, он до 1957 был регулярным приглашённым профессором Свободного университета Берлина. Из-за покачнувшегося здоровья он поселился в 1958 около Боденского озера в Германии.
Кроме теории чисел, он занимался также алгеброй, комбинаторикой и анализом (функциональный анализ, вещественный и комплексный анализ, дифференциальные уравнения).
В 1950 он стал членом Норвежской академии наук.
16 октября 1952, в свой 70-летний юбилей, Якобсталь получил звание первого почётного гражданина Свободного университета Берлина.
По его завещанию от был похоронен на кладбище города Любек в фамильном склепе его жены Аннамарии Якобсталь, в девичестве Косте.
Доказательство Якобсталя названо в его честь.